# بیزه (داورزن)
بیزه، روستایی است از توابع بخش داورزن و در شهرستان داورزن استان خراسان رضوی ایران.  سرو ۲۵۰۰ ساله بیزه در این روستا قرار دارد.
علاوه بر این روستای بیزه، به تندترین روستای ایران یا روستای فلفلی ایران شهرت دارد. حدود ۴۰٪ مردم این روستا به شغل فلفل كوبي(كار در آسياب)، حدود ۵۰٪ به شغل تجارت ادويه و ۱۰٪ ديگر نیز به مشاغل كشاورزي و دامداری اشتغال دارند. از این رو این روستا یکی از بزرگ‌ترین منابع تولید فلفل کل ایران و اولین صادر کنندهٔ فلفل به هند می‌باشد.

## جمعیت
این روستا در دهستان مزینان قرار داشته و بر اساس سرشماری سال ۱۳۸۵ جمعیت آن ۱٬۱۵۷ نفر (۳۳۰ خانوار)
بوده‌است.